# Harry Adams (Marineoffizier)
Harry Adams (* 1876 in New York City; † nach 1932) war ein US-amerikanischer Marine-Offizier und Polarreisender. Er war Offizier an Bord der Expeditionsschiffe Eleanor Bolling und City of New York und fuhr als Mitglied von Richard E. Byrds erster Antarktisexpedition in die Antarktis.

## Leben
Adams wurde 1876 in New York City als Sohn schottisch-englischer Eltern geboren. Viele seiner Vorfahren waren Seefahrer.
Adams trat in die Marine der Vereinigten Staaten ein und erreichte schließlich den Rang eines Lieutenant. Dort war er während des Spanisch-Amerikanischen Kriegs und des Ersten Weltkriegs im Einsatz. Unter anderem diente er an Bord der New Orleans während der Versenkung der Merrimac vor Santiago de Cuba, an Bord der Oklahoma und kommandierte das Minensuchboot Curlew. Bis zu seinem Ruhestand diente er auf mehr als 30 verschiedenen Schiffen aller Größen und Typen.
1909 stellte Adams mit 288 Fuß Tiefe (88 Meter) einen Tauchrekord auf. Kurz danach veröffentlichte er einen Artikel darüber für das The World Wide Magazine. Ein neuer Tauchrekord von 304 Fuß (93 Meter) wurde später von einem seiner Schüler während Bergungsarbeiten am U-Boot USS F-4 aufgestellt.
1928 heuerte er als dritter Offizier (Third Mate) auf der Eleanor Bolling an, einem der beiden Schiffe, die Richard Byrd für seine erste Antarktis-Expedition erworben hatte. Die Bolling lief am 16. September 1928 aus New York aus. Vor der Ostküste der Vereinigten Staaten geriet das Schiff in einen Sturm, der es fast versenkte. Über Panama und Tahiti erreichte die Bolling Dunedin in Neuseeland, wo Adams auf das größere der beiden Expeditionsschiffe, das Segelschiff City of New York, transferiert wurde. Die City of New York durchquerte den antarktischen Packeisgürtel und erreichte an Weihnachten 1928 das Ross-Schelfeis, wo nahe der Bucht der Wale das Expeditionslager Little America aufgebaut wurde. Im Februar 1929 machte sich das Schiff auf den Rückweg nach Neuseeland, um dort zu überwintern. Da der bisherige erste Offizier Sverre Strom von Byrd ausgewählt worden war, in Little America zu überwintern, wurde Adams zum neuen ersten Offizier des Schiffs. In seinem später veröffentlichten Buch Beyond the Barrier with Byrd beschreibt Adams seine Fahrt an Bord der City of New York zurück zur Bucht der Wale im Februar 1930, um von dort die Expedition nach Hause nach New York zu bringen. Dagegen erwähnen sowohl Byrd in seinem Buch Little America als auch Eugene Rodgers in Beyond the Barrier (unter Bezugnahme auf Aufzeichnungen von Funkübertragungen der Schiffe) Adams auf diesem Abschnitt der Expedition als zweiten Offizier der Eleanor Bolling.
In New York wurden Adams und die anderen Expeditions-Mitglieder gefeiert. New York veranstaltete eine Konfettiparade und die Expeditions-Mitglieder wurden von Bürgermeister Jimmy Walker willkommen geheißen. Am 30. Juni 1930 wurde Adams gemeinsam mit Byrd und den anderen Expeditions-Mitgliedern im Weißen Haus von Präsident Herbert Hoover geehrt.
Nach der Rückkehr der Expedition tourte Adams auf einer längeren und erfolgreichen Vortragsreise durch die Vereinigten Staaten, auf der er über die Reise in die Antarktis berichtete. Darüber hinaus wurde Adams Kapitän der City of New York, die in ein Ausstellungsschiff umgewandelt wurde. 1932 veröffentlichte er das Buch Beyond the Barrier with Byrd über die Expedition.
1935 begab er sich mit seinem Sohn Harry Adams, Jr und anderen Männern mit dem Schoner Pilgrim auf eine zweimonatige Schatzsuche in die Karibik. Dort suchten sie nach versunkenen Schiffen mit wertvoller Fracht, konnten jedoch bei ihrer Rückkehr nach New York außer der gewonnenen Erfahrung nur wenige Funde vorweisen. Für den November desselben Jahres wurde eine weitere Fahrt in die Karibik angekündigt.
Im Laufe seiner Karriere wurden ihm u. a. verschiedene Auszeichnungen für Tapferkeit in Rettungsoperationen verliehen. Für seine Teilnahme an Byrds Expedition erhielt er 1930 die Congressional Gold Medal.
Neben seinem Beruf auf See beschäftigte er sich auch mit Elektrik. So hielt er 27 Patente, die meisten davon auf elektrische Geräte.
Adams hatte mindestens einen Sohn, Harry Adams, Jr. (* ca. 1907), der in Bethlehem in Pennsylvania lebte.

## Werke
- Facing a Slow Death Under the Sea, in The Wide World Magazine
- Beyond the Barrier with Byrd. M. A. Donohue & Company, New York 1932.

## Quelle
- Lieut. Harry Adams U.S.N.: Beyond the Barrier with Byrd. M. A. Donohue & Company, New York 1932, LCCN 32-030764.